# 优素福·维比索诺
优素福·维比索诺（1909年2月28日—1982年6月15日），印度尼西亚政治人物，經濟學家，曾加入蘇基曼內閣（1951—1952）、第二届阿里·沙斯特罗阿米佐约内阁（1956—1957），擔任財政部長。他在馬吉冷出生，從在學時期就開始參加伊斯蘭組織，投身民族主義運動，並於獨立戰爭時期加入了马斯友美党，成为党的领导人之一，但與穆罕默德·納席爾等黨友意見分歧。擔任財長期間，他放鬆了前任推行的緊縮政策，並以貸款方式支援政黨擔保的企業。
他堅決反對印度尼西亞共產黨，並於1950年代末期提議聯合民族黨和基督教政黨，對蘇卡諾總統讓步，遏制印尼共的影響力，但他被排擠出馬黨的領導層，最終馬黨因涉及印度尼西亚共和国革命政府運動而于1960年被取缔，他也因為涉嫌串謀推翻政府而被政府拘留。1966年，他曾計劃與前總理蘇基曼·維爾約桑佐約一起成立一個全新的伊斯蘭政黨，後來卻改變主意，加入伊斯蘭聯盟黨。維比索諾因伊斯蘭聯盟黨在1971年立法選舉中表現不佳而退出政壇，至1982年逝世。

## 早年生涯
維比索諾於1909年2月28日在荷屬東印度馬吉冷（今屬中爪哇省）出生，是家中的三子，在荷印學校完成小學課程。他的父親昆托·維比索諾（Kunto Wibisono）原希望他入讀師範學校，但他之後先後到初級中學和土著醫師訓練學校升學，後因成績欠佳而輟學。之後他轉到萬隆一所普通中學進修，其後入讀巴達維亞法學院，在1941年日本佔領東印度群島前不久獲頒法學碩士學位。他在求學期間成為了伊斯蘭青年協會的活躍會員，並於1934年和穆罕默德·魯姆一起成立該組織的中學生支部「伊斯蘭學生讀書會」（Studenten Islam Studieclub）。在法學院深造期間，維比索諾於1937年加入荷蘭殖民政府，先後在經濟事務部和中央統計局任職，1942年日軍佔領東印度群島後，他則在雅加達擔任商事法官。1945年印尼宣布獨立後，維比索諾獲委任為印度尼西亞中央國民委員會委員（相當於國會議員）、中央國民委員會工作委員會委員（常委），並于1946年10月2日首次以经济部初级部长的身份进入苏丹·夏赫里尔总理的第三届内阁。

## 從政生涯

### 財政部長
獨立戰爭結束後，維比索諾以馬斯友美黨（馬黨）黨員的身分成為臨時人民代表會議（國會）議員，同時反對黨友穆罕默德·納席爾所領導的內閣——在馬黨內部，他屬於苏基曼·维尔约桑佐约一派，視納席爾為政敵——並於1951年3月以內閣代表與荷蘭談判西新畿內亞地位問題失敗為由，公開呼籲納席爾內閣辭職。之后擔任总理的蘇基曼于1951年4月26日公布内阁名單，由維比索諾担任财政部长。他在上任後第一場記者會中宣布把荷蘭殖民時期的發鈔銀行爪哇銀行（今為印度尼西亞銀行）國有化，這是一項自願計劃，政府以高於市值的價格收購爪哇銀行的股份，完成收購後，銀行的外籍員工仍然可以繼續照常工作。及至1951年10月，政府已經收購了銀行93%的股份，而國有化程序則於12月完成。
和上一任財長沙弗鲁丁·普拉维拉内加拉相比，維比索諾的財政政策較為寬鬆。第一次擔任財長期間，由於出口收入增加，他安排國營銀行向與參政黨有聯繫的企業提供貸款，此外他又向公務員發放獎金。總體而言，他對政府預算的控制較不嚴格。韋洛坡內閣上台後，他的職務由蘇米特羅·佐約哈迪庫蘇莫接任。此後直至回任財長期間，他曾擔任爪哇銀行理事、為荷蘭汽車進口商工作，和華資企業做生意，並以不列入管理層名單為條件，成為日資銀行佩爾達尼亞銀行的董事長。1953年受委擔任馬黨的附屬工會——印度尼西亞伊斯蘭工會（Serikat Buruh Islam Indonesia）的主席（至1966年卸任）後，他曾建議把每天的工作時數從7小時增加到8小時。翌年年初，他因為質疑第一屆阿里·沙斯特羅阿米佐約內閣部分閣員欠缺危機管理能力而被檢察官傳召問話。
維比索諾在演說中批評共產主義無法與宗教共存，又攻擊蘇聯的極權體制，1953—1954年期間，他還帶領馬黨反對印尼與蘇聯建立大使級外交關係。1954年11月，他向第一屆阿里內閣提出不信任動議，並指責經濟事務部長伊斯卡克·佐克羅阿迪蘇爾約等多名部長安插印度尼西亞民族黨擔任政府和國營銀行的要職，結果伊斯卡克辭去部長職務，不信任動議則被國會否決。1956年3月第二屆阿里·沙斯特羅阿米佐約內閣成立後，維比索諾回任財長，他繼續向有政治聯繫的企業提供信貸支援，例如他在1956年7月撥款協助與伊斯蘭教士聯合會有關的企業，以換取伊聯支持沙弗魯丁續任印度尼西亞銀行行長。他也宣布分階段裁減公務員人數，佔全體公務員的30%，但措施未實行，包括他在内的五名马党阁员便在1957年1月9日集体辞职，之後财长一职由负责计划事务的国务部长朱安达·卡塔维查亚代理。離開政府後，维比索诺因牵涉腐败案，于1957年3月被宪兵逮捕，後於1958年3月以證據不足為由獲釋。

### 馬黨的解散

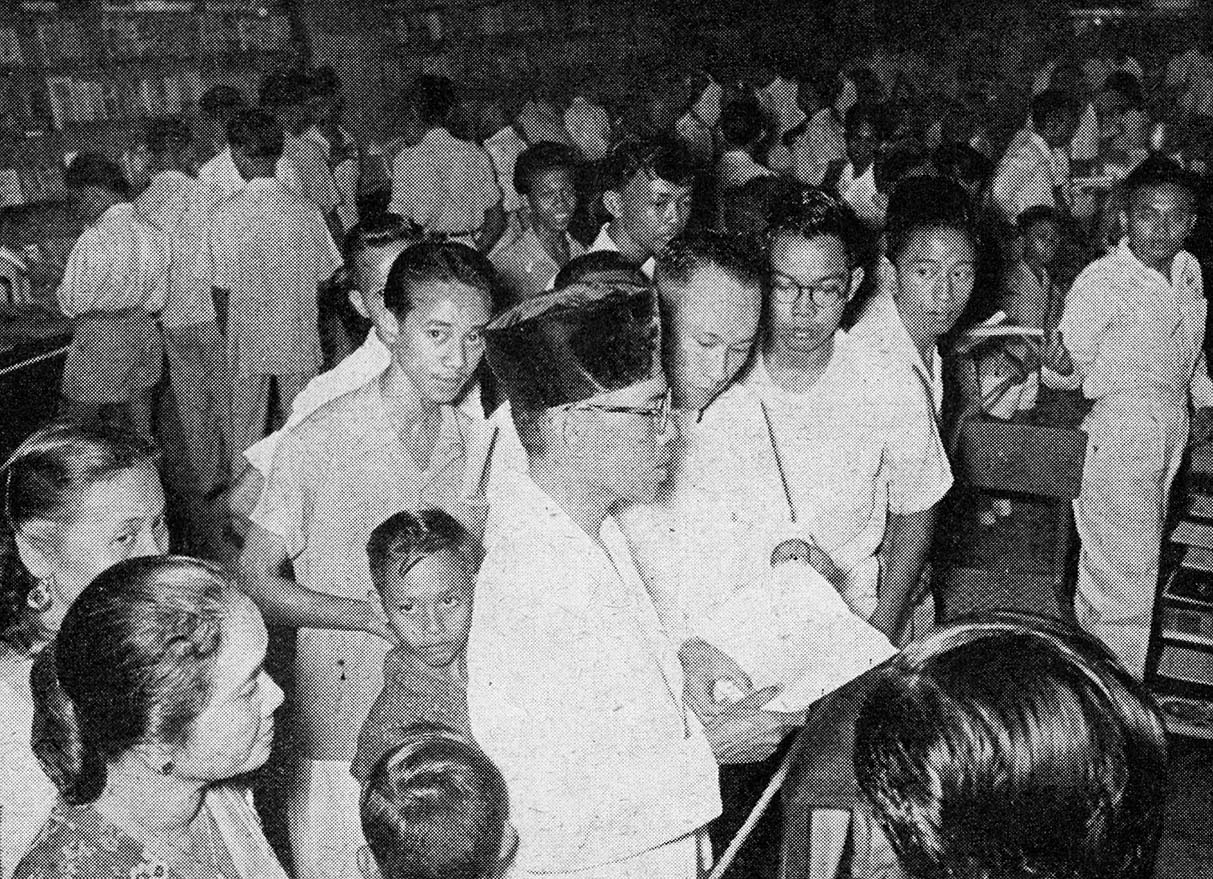
維比索諾閱讀政治書籍（攝於約1954年）

維比索諾獲釋前不久，納席爾、沙弗魯丁、布爾漢丁·哈拉哈普等馬黨領袖於1958年初一度參與印度尼西亞共和國革命政府，與雅加達中央政府抗衡。獲釋後，維比索諾沒有跟隨納席爾等人，並考慮過譴責他們的行為，但經過討論後，馬黨及其黨員決定既不支持他們，也不指責他們。隨後政治形勢轉變，印度尼西亞共產黨的權力大幅增加，於是維比索諾希望馬黨和民族黨、基督教政黨合作，防止印尼共進入政府，為此他願意作出巨大的讓步，例如支持恢復《1945年憲法》、承認建國五項原則等。然而他所屬的派系在黨大會中落敗，馬黨新主席普拉沃托·曼库沙斯米托則主張團結其他伊斯蘭政黨，扭轉局勢。
最終马党因涉及革命政府叛亂而于1960年被取缔，維比索諾則在1960年成為互助人民代表會議議員，代表已脫離馬黨的印尼伊斯蘭工會，又與除蘇基曼外的所有馬黨領袖斷絕來往，不過他仍然於1963年底或1964年年初因涉嫌串謀推翻政府而被捕，在未經審訊的情況下被拘押近3年，直至1966年中蘇卡諾下台後才和其他馬黨領袖一同獲釋。之後他曾打算和蘇基曼成立自己「不太宗教化」的伊斯蘭政黨，但徵詢新秩序政府官員的意見後，兩人決定取消計劃，轉而加入印度尼西亞伊斯蘭聯盟黨。維比索諾於1971年伊斯蘭聯盟黨在立法選舉中失利後退出政壇。

## 個人生活
維比索諾於1936年與蘇米雅蒂·松托迪哈佐（Sumijati Sontodihardjo）結婚，兩人育有三子一女。蘇米雅蒂是他唯一的妻子。另一方面，他在結婚後一年撰寫了一部荷蘭文論著，並在書中以《古蘭經》為依據，支持一夫多妻制。該書的印尼文版題為《一夫一妻制或一夫多妻制：長久以來的問題》（Monogami atau Poligami: Masalah Sepanjang Masa），於1954年完成，但由於資金不足，直至1980年才得以出版。他在臨終前罹患鼻腔腫瘤，至1982年6月15日在雅加達集托·芒溫庫蘇莫醫生醫院逝世。一方面，他直至去世前仍在擔任佩爾達尼亞銀行的董事長，另一方面，他從來沒有擁有過自己的房屋。

## 註腳

### 備註
1. ↑  馬黨的領導層信奉現代主義，受穆罕默德·阿布都宗教改良理念的影響，認為應該令伊斯蘭教返璞歸真，正本清源，同時適應現代社會的需求。另一方面，他們儘管在政策立場有許多共通點，但並不團結。馬黨的領導層可大致分為兩派，其中一派以納席爾為首，另一派則以蘇基曼為首。納席爾派比較親近大多來自外島的「激進原教旨主義者」和印度尼西亞社會黨，支持者主要是20世紀初出生的年輕黨員和外島居民。蘇基曼派則和伊聯、民族黨和蘇卡諾的關係較好，支持者主要是黨內元老和爪哇人[9]。
2. ↑  原文：[40]
3. ↑  研究員肯·瓦德（Ken Ward）宣稱維比索諾和蘇基曼在1960年馬黨被取締後不久加入伊斯蘭聯盟黨[34]，但維比索諾強烈反對這個說法，又稱自己是在1970年年中加入伊斯蘭聯盟黨[40]。

### 引用
1. ↑  Kemenkeu 1991，第53頁.
2. 1 2  Madinier 2015，第47–48頁.
3. ↑  Fogg 2019，第174頁.
4. 1 2  Departemen Penerangan 1952，第40頁.
5. ↑  Madinier 2015，第58頁.
6. ↑  Madinier 2015，第71–72頁.
7. ↑  Madinier 2015，第88頁.
8. ↑  Feith 2006，第152頁.
9. ↑  Feith 2006，第135-137頁.
10. ↑  Feith 2006，第168頁.
11. ↑  Madinier 2015，第379頁.
12. ↑  Feith 2006，第180頁.
13. ↑  Feith 2006，第187頁.
14. ↑  Madinier 2015，第197頁.
15. ↑  Lindblad 2008，第108–109頁.
16. ↑  Feith 2006，第219–220頁.
17. ↑  Madinier 2015，第193頁.
18. ↑  Feith 2006，第229頁.
19. ↑  Lindblad 2008，第112頁.
20. ↑  Madinier 2015，第224頁.
21. ↑  Notodidjojo 1980，第132頁.
22. ↑  Madinier 2015，第195頁.
23. ↑  Madinier 2015，第129頁.
24. ↑  Madinier 2015，第148頁.
25. ↑  Madinier 2015，第184頁.
26. ↑  Feith 2006，第370頁.
27. ↑  Feith 2006，第380–382頁.
28. ↑  Feith 2006，第470頁.
29. ↑  Madinier 2015，第219–220頁.
30. ↑  Kemenkeu 1991，第43頁.
31. ↑  Madinier 2015，第269頁.
32. ↑  Madinier 2015，第262–263頁.
33. ↑  Madinier 2015，第265–268頁.
34. 1 2 3  Ward 2010，第24頁.
35. ↑  Madinier 2015，第282-283頁.
36. ↑  Madinier 2015，第268–269頁.
37. ↑  Madinier 2015，第279頁.
38. ↑  Madinier 2015，第429頁.
39. ↑  Ward 2010，第30頁.
40. 1 2 3  Madinier 2015，第436頁.
41. ↑  Notodidjojo 1980，第24頁.
42. ↑  Wibisono 1980，第6頁.
43. 1 2  Al-Mukaffi 2019，第236頁.
44. ↑  Fauzia 2004，第46-47頁.
45. ↑  . Kompas. 1982-06-16  [2021-12-03]. （原始内容存档于2024-06-20） （印度尼西亚语）.
46. ↑  . Tempo. 1982-06-26  [2024-05-27]. （原始内容存档于2024-05-27） （印度尼西亚语）.